# 夏乃ひまわり
夏乃 ひまわり（なつの ひまわり、1994年6月10日 - ）は、千葉県出身のAV女優。JETSTREAM所属。

## 略歴・人物
2016年12月、マキシングの専属女優としてAVデビュー。趣味・特技はお散歩、歌、ダンス。
2017年1月22日、一乃瀬るりあと瀬戸愛莉と共に東京と札幌のセクシーアイドルユニット「TsunaGu（つなぐ）」を結成しデビュー。

## 出演作品

### アダルトDVD
2016年
- 新人 夏乃ひまわり 誰もが知ってるあの有名ピザCM出演!さらにあのTV番組「おはス●」出演!輝かしい経歴を持つ偽りなしの元芸能人AVデビュー!!（12月16日、マキシング）

2017年
- 学業と芸能の両立に励むJKアイドルの淫らな学校性活（1月16日、マキシング）
- 現役アイドルが在籍するパイパンぬるぬる高級ソープ（2月16日、マキシング）
- 街行く素人お姉さん 「あなたのエロテク見せてください!」 〜20分以内にイカせられたら賞金10万円〜（4月21日、DOC）
- 今日も明日も明後日も…いつでも中出しさせてくれる僕だけのJKアイドル（4月28日、宇宙企画）
- 君の名は「ひまわり」。（4月28日、FIRST STAR）
- 「俺の彼女とエッチしてくれ!」 チャラい友人に無茶苦茶なお願いをされ、ヤツの可愛い彼女と二人っきりに…友人に覗かれながら僕は次第に興奮して…（5月5日、DOC）
- 新章・放課後美少女H 「貴方を気持ち良くするためなら、お口も、手も、そしてアソコも全部使って、一生懸命にご奉仕するね…。」 純真無垢な少女は、その幼気な面持ちを歪ませて、男の欲望に必死で体を合わせて、性交に耽る…。（5月25日、オーロラプロジェクト・アネックス）
- 日焼け跡の残るパイパンロ●ータ少女中出し調教（5月26日、I.B.WORKS）
- 濡れてテカってピッタリ密着 神スク水 17 新型スク水 型番P●MA 9●0386 ●2×夏乃ひまわり（6月1日、親父の個撮）
- 「お願い!1回だけやらせて!!」 エッチな事で頭がいっぱいで何をやっても手に付かないのは「あの子のせいだ!!」そんな僕を見かねた友達が「アイツとSEXしてやってくれ!」と土下座でお願い!?最初は困った感じの彼女が意外にも… 2（6月2日、DOC）
- 修学旅行のJKナンパ! Vol.02 〜Welcome to TOKYO 旅の恥は掻き捨て〜（6月2日、DOC）
- 陸上部所属のレーシングブルマ穿いた新しい娘に媚薬を飲ませると興奮し過ぎてまさかの角オナニー開始! 淫らに腰をクネらせながらイキ狂うデカ尻娘が義父を押し倒し馬乗り生挿入! 効果抜群過ぎて一度の射精では満足できず何度も中出し懇願!（6月9日、V&R PRODUCE）
- 「許して…これ以上されたら、私、壊れる…。」 芽生えたばかりの、肉欲の芽。輪わされる背徳の快感。 弄ばれて堕とされて、少女は汚され肉奴隷となる…。（6月13日、オーロラプロジェクト・アネックス）
- ヒロイン討伐 Vol.79 スマッシュ!メルピュア ピュアヴァージナル・サーガ（7月14日、GIGA）
- 零式トランスアクメエクスタシー（8月4日、ONEZ）
- 「もうすぐプール始まるからね!」 水泳授業が始まる直前に去年までピッタリだったスクール水着を試着するとお尻が発育し過ぎて脱げない! 豊満に育ったデカ尻娘のハミ尻に発情した父が水着ズラして即ハメ! メリメイ挿入される初めてのチ○ポに膝ガクしながら何度もイキ乱れた!（8月11日、V&R PRODUCE）
- 合宿中の女子陸上部の息抜きはボクのチ○ポだけ!! 無職のボクは、毎年夏になると親戚が経営する合宿所を手伝わされる。また汗臭い男の世話か〜と憂鬱になっていると、やって来たのは女子陸上部!今までになかった光景にムラムラ…していたのはボクだけじゃなかった!合宿中、ハードな練習&禁欲集団生活で女子部員達は超欲求不満だった!?イケメンじゃないボクでもやたら誘われ、練習後はアスリート特有の超アグレッシブな性欲で何度も何度もエッチをおねだりしてくるんです!!（8月19日、Hunter）
- 地域男女相撲大会に向けて集まった合宿中の少女わいせつ映像（8月25日、I.B.WORKS）
- 江戸川共同区営団地 日焼け少女わいせつ映像（8月25日、I.B.WORKS）
- 姪っ子とおじさんの夏休み（9月1日、I.B.WORKS）※AV OPEN 2017 乙女部門エントリー作品
- 有名私立大学ヤリサー投稿映像 媚薬キメパコ生中出しSEX 上京女子大生 VOL.001（9月22日、S級素人）
- 可愛い日焼け美少女と中出し性交（9月22日、TMA）
- 秋○原で有名な制服見学クラブ店の制服が似合う指名No.1，2，3の美少女を個室に呼びセミナーで習得したナンパ術を使い口説いたらやれるか。（10月7日、変態紳士倶楽部）
- ［氣畜］ 援●交際☆上玉☆輪姦（10月13日、FIRST STAR）
- 今すぐヤりたい! あの有名ピザCM出演の元芸能人　現役セクシーアイドル★ 夏乃ひまわり 4時間（10月16日、マキシング）※ベスト版
- 「娘、交姦しませんか?」 実録・親子合コン 父娘ペア3組参加（10月19日、キチックス）
- 働く新卒社会人と性交。 VOL.001（10月27日、BAZOOKA）

### イメージDVD
- Himawari summer smile（2017年9月7日、REbecca）

## 書籍

### 雑誌
- FLASH 2016年11月15日号（光文社） - グラビア「初おっぱい届け!」
- 週刊大衆 2017年1月2日号（双葉社） - グラビア「「トロトロとろける美裸身」お届け!」